# Erastus Corning (Politiker, 1794)

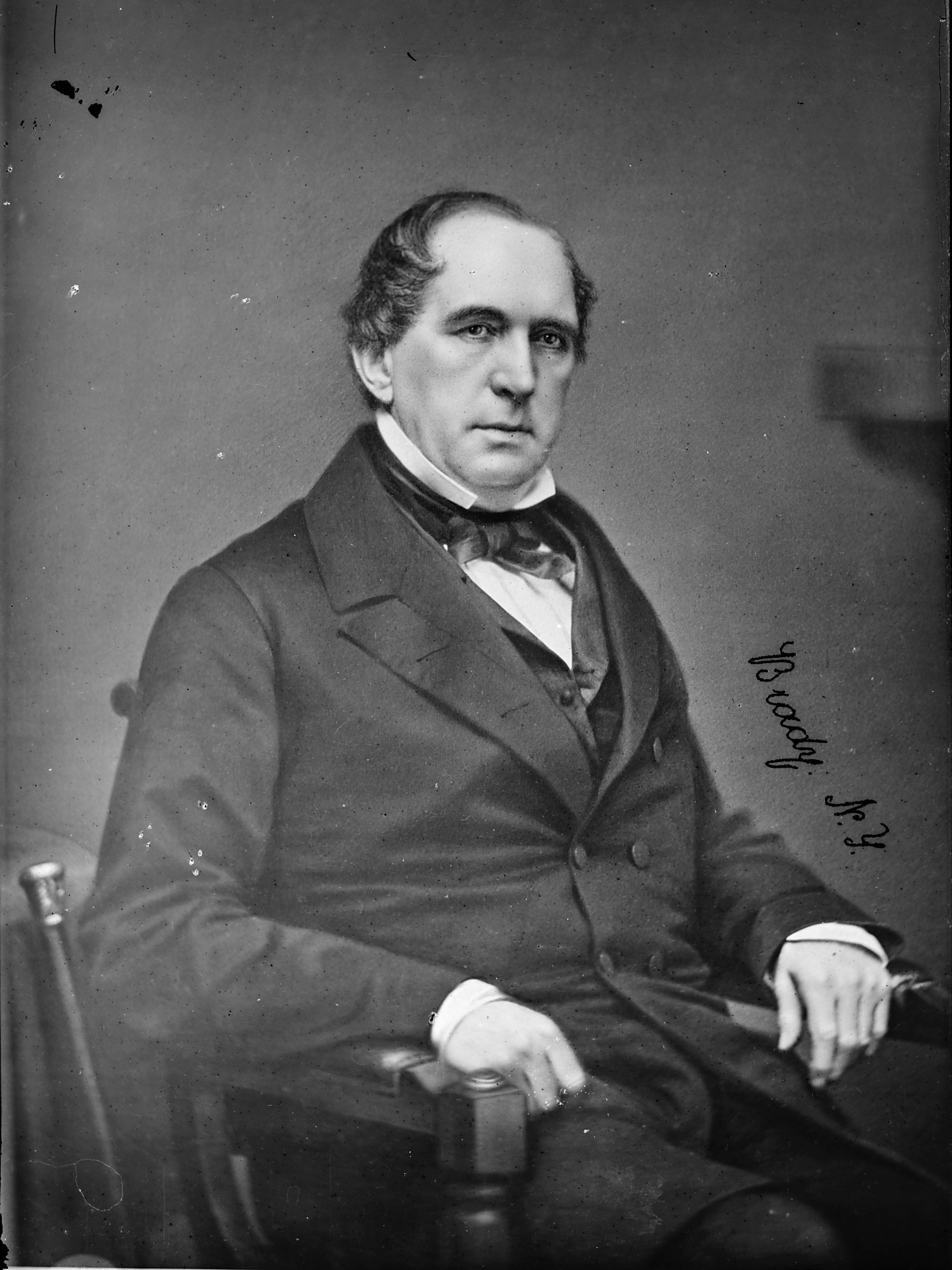
Erastus Corning

Erastus Corning (* 14. Dezember 1794 in Norwich, Connecticut; † 9. April 1872 in Albany, New York) war ein US-amerikanischer Unternehmer und Politiker. Zwischen 1857 und 1859 sowie nochmals von 1861 bis 1863 vertrat er den Bundesstaat New York im US-Repräsentantenhaus.

## Werdegang
Im Jahr 1807 zog Erastus Corning nach Troy im Staat New York, wo er im Eisenwarenladen seines Onkels arbeitete. Ab 1814 lebte er in Albany und wurde dort ebenfalls im Eisenwarengeschäft tätig. Bald übernahm er dort eine Firma, die er mit der seines Onkels zur Erastus Corning Co. vereinigte. Deren Geschäfte gingen weit über einen normalen Eisenhandel hinaus. Er verkaufte Öfen und landwirtschaftliche Gebrauchsgegenstände. In Albany betrieb er am Hudson River eine Werft. Seine Firma belieferte auch andere Firmen in angrenzenden Städten. Außerdem stieg Conkling in das Bankengeschäft und die Versicherungsbranche ein. Von 1834 bis zu seinem Tod war er Präsident der Albany State Bank. Schließlich erweiterte er seine geschäftlichen Interessen auch auf das Eisenbahngeschäft. Er wurde Vorstandsmitglied und Präsident einiger Eisenbahngesellschaften. Im Jahr 1853 gründete er aus zehn Bahnunternehmen die New York Central Railroad. Bis 1865 blieb er Präsident dieser Gesellschaft, die 1867 von Cornelius Vanderbilt übernommen wurde. Corning war aber noch an weiteren Eisenbahnprojekten auch in anderen Bundesstaaten wie Wisconsin, Iowa oder Michigan beteiligt.
Gleichzeitig schlug er als Mitglied der Demokratischen Partei eine politische Laufbahn ein. Er saß zunächst im Stadtrat von Albany; zwischen 1834 und 1837 war er dort auch Bürgermeister. Von 1842 bis 1845 gehörte er dem Senat von New York an, in dem er sich für den weiteren Ausbau des Eisenbahnnetzes einsetzte. Bei den Kongresswahlen des Jahres 1856 wurde er im 14. Kongresswahlbezirk von New York in das US-Repräsentantenhaus in Washington, D.C. gewählt, wo er am 4. März 1857 die Nachfolge von Samuel Dickson antrat. Da er im Jahr 1858 nicht bestätigt wurde, konnte er bis zum 3. März 1859 zunächst nur eine Legislaturperiode im Kongress absolvieren. Diese war von den Ereignissen im Vorfeld des Bürgerkrieges geprägt.
Im Frühjahr 1861 gehörte Corning einer Verhandlungskommission an, die in der Bundeshauptstadt Washington erfolglos den Ausbruch des Bürgerkriegs zu verhindern suchte. Bei den Kongresswahlen des Jahres 1860 wurde er erneut im 14. Distrikt in den Kongress gewählt, wo er am 4. März 1861 John Hazard Reynolds ablöste, der dort zwei Jahre zuvor sein Nachfolger geworden war. Nach einer Wiederwahl konnte er bis zu seinem Rücktritt am 5. Oktober 1863 im US-Repräsentantenhaus verbleiben. Sein Rücktritt erfolgte aus gesundheitlichen Gründen, aber auch wegen seiner Kritik am Fortgang des Bürgerkrieges. Ursprünglich hatte er die Politik von Präsident Abraham Lincoln unterstützt. Dann wurde er aber mit dessen Kriegsstrategie unzufrieden. Im Jahr 1863 kandidierte er für den US-Senat, unterlag aber dem Republikaner Edwin D. Morgan.
Nach dem Ende seiner Zeit im US-Repräsentantenhaus setzte Erastus Corning seine geschäftlichen Tätigkeiten fort. Im Jahr 1867 nahm er als Delegierter an einem Verfassungskonvent seines Staates teil. Danach zog er sich allmählich aus einigen Geschäftszweigen zurück. Dafür engagierte er sich intensiver als zuvor im Immobiliengeschäft mit Landspekulationen. Er starb am 9. April 1872 in Albany, wo er auch beigesetzt wurde. Erastus Corning war der Großvater des Kongressabgeordneten Parker Corning (1874–1943) und des New Yorker Vizegouverneurs Edwin Corning (1883–1934). Sein gleichnamiger Enkel Erastus Corning (1909–1983) war Bürgermeister von Albany und Staatssenator in New York.